# マシュー・リベラトーレ
- マシュー・リベラトーア
- マシュー・リベラトーリ

マシュー・ジョゼフ・リベラトーレ（Matthew Joseph Liberatore, 1999年11月6日 - ）は、アメリカ合衆国アリゾナ州ピオリア出身のプロ野球選手（投手）。左投左打。MLBのセントルイス・カージナルス所属。
リベラトーレ読みはイタリア語の場合で、英語読みではリベラトーリとなる。メディアによっては「リベラトーア」と表記されることもあるが、実際にその読み方をする言語は無い。

## 経歴

### プロ入りとレイズ傘下時代

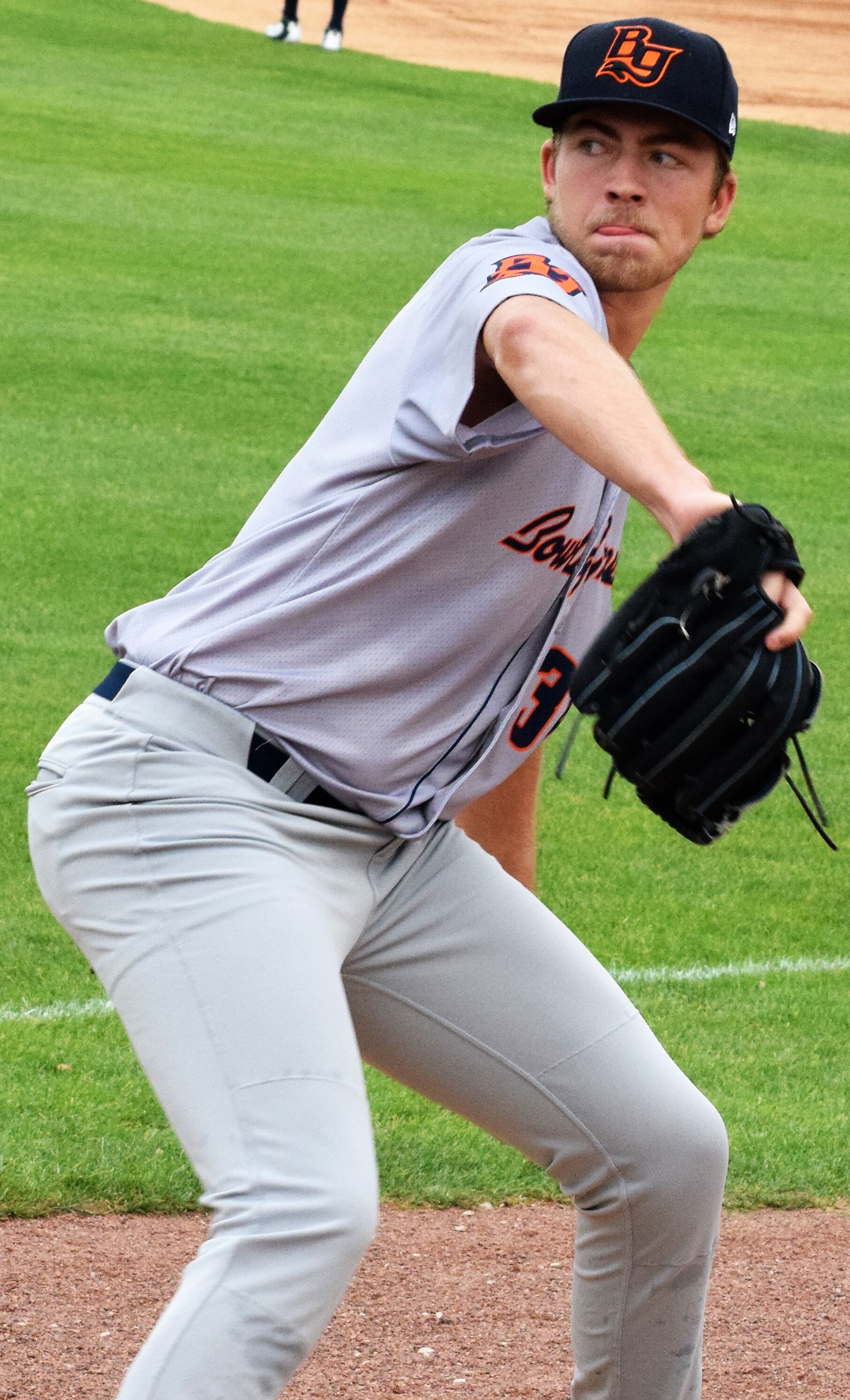
A級ボーリンググリーン・ホットロッズ時代
（2019年7月17日）

2018年のMLBドラフト1巡目（全体16位）でタンパベイ・レイズから指名され、プロ入り。なお、契約しない場合はアリゾナ大学へ進学の予定であった。契約後、傘下のルーキー級ガルフ・コーストリーグ・レイズでプロデビュー。アパラチアンリーグのルーキー級プリンストン・レイズでもプレーし、2球団合計で9試合に先発登板して2勝2敗、防御率1.38、37奪三振を記録した。
2019年はA級ボーリンググリーン・ホットロッズでプレーし、16試合（先発15試合）に登板して6勝2敗、防御率3.10、76奪三振を記録した。

### カージナルス時代
2020年1月9日にホセ・マルティネス、ランディ・アロサレーナ及びドラフト上位指名権とのトレードで、ドラフト下位指名権と共にセントルイス・カージナルスへ移籍した。この年はCOVID-19の影響でマイナーリーグの試合が開催されなかったため、公式戦の登板は無かった。
2021年は傘下のAAA級メンフィス・レッドバーズでプレーし、22試合（先発19試合）に登板して9勝9敗、防御率4.04、123奪三振を記録した。
2022年はAA級スプリングフィールド･カージナルスで開幕を迎えた。5月19日にメジャー契約を結んでアクティブ・ロースター入りし、21日のピッツバーグ・パイレーツ戦にて先発でメジャーデビュー（4.2回を投げて4失点で勝敗付かず）。この年メジャーでは9試合（先発7試合）に登板して2勝2敗、防御率5.97、28奪三振を記録した。
2023年は22試合（先発11試合）に登板して3勝6敗、防御率5.25、46奪三振を記録した。
2024年は60試合（先発6試合）に登板して3勝4敗、防御率4.40、76奪三振を記録した。

## 選手としての特徴
打者にぶつかりそうなところから急激に変化するカーブが武器である。しかし、2024年にはそのカーブとチェンジアップはほとんど投げなくなり、スライダーの割合を増加させたほか、新たにカットボールを投げ始めて、技巧派から速球派にシフトした。

## 人物
ノーラン・ゴーマンとは5歳の頃からの友人であり、2018年のMLBドラフトで共に1巡目指名を受け、プロ入りしない場合はアリゾナ大学で同僚となる予定だった。プロ入り後の2020年には、リベラトーレがゴーマンの在籍するカージナルスへ移籍したことで同僚となった。その後もメジャー昇格が同時であり、2022年5月28日のミルウォーキー・ブルワーズ戦では、ゴーマンが初回に先制点となるメジャー初本塁打を放つなど4安打3打点の活躍を見せ、リベラトーレのメジャー初勝利をアシストした。

## 詳細情報

### 年度別投手成績
| 年 度    | 球 団    | 登 板 | 先 発 | 完 投 | 完 封 | 無 四 球 | 勝 利 | 敗 戦 | セ 丨 ブ | ホ 丨 ル ド | 勝 率 | 打 者 | 投 球 回 | 被 安 打 | 被 本 塁 打 | 与 四 球 | 敬 遠 | 与 死 球 | 奪 三 振 | 暴 投 | ボ 丨 ク | 失 点 | 自 責 点 | 防 御 率 | W H I P |
| -------- | -------- | ----- | ----- | ----- | ----- | -------- | ----- | ----- | -------- | ----------- | ----- | ----- | -------- | -------- | ----------- | -------- | ----- | -------- | -------- | ----- | -------- | ----- | -------- | -------- | ------- |
| 2022     | STL      | 9     | 7     | 0     | 0     | 0        | 2     | 2     | 0        | 1           | .500  | 161   | 34.2     | 42       | 5           | 18       | 0     | 1        | 28       | 5     | 0        | 23    | 23       | 5.97     | 1.73    |
| 2023     | STL      | 22    | 11    | 0     | 0     | 0        | 3     | 6     | 0        | 2           | .333  | 275   | 61.2     | 66       | 5           | 25       | 1     | 5        | 46       | 4     | 0        | 42    | 36       | 5.25     | 1.47    |
| 2024     | STL      | 60    | 6     | 0     | 0     | 0        | 3     | 4     | 0        | 7           | .429  | 358   | 86.0     | 81       | 11          | 28       | 3     | 2        | 76       | 3     | 0        | 44    | 42       | 4.40     | 1.27    |
| MLB：3年 | MLB：3年 | 91    | 24    | 0     | 0     | 0        | 8     | 12    | 0        | 10          | .400  | 794   | 182.1    | 189      | 21          | 71       | 4     | 8        | 150      | 12    | 0        | 109   | 101      | 4.99     | 1.43    |

- 2024年度シーズン終了時

### 年度別守備成績
| 年 度 | 球 団 | 投手（P） | 投手（P） | 投手（P） | 投手（P） | 投手（P） | 投手（P） |
| 年 度 | 球 団 | 試 合     | 刺 殺     | 補 殺     | 失 策     | 併 殺     | 守 備 率  |
| ----- | ----- | --------- | --------- | --------- | --------- | --------- | --------- |
| 2022  | STL   | 9         | 0         | 2         | 0         | 0         | 1.000     |
| 2023  | STL   | 22        | 3         | 6         | 0         | 0         | 1.000     |
| 2024  | STL   | 60        | 4         | 17        | 1         | 2         | .955      |
| MLB   | MLB   | 91        | 7         | 25        | 1         | 2         | .970      |

- 2024年度シーズン終了時

### 背番号
- 52（2022年 - ）